# Орхан Памук
Орха́н Фер́іт Паму́к (тур. Orhan Ferit Pamuk; нар. 7 червня 1952, Стамбул) — турецький письменник, прозаїк, володар найвищих світових премій, лавреат Нобелівської премії з літератури 2006 року.

## Біографія
Памук народився 7 червня 1952 року в Стамбулі в заможній сім'ї, яка прибула в Туреччину з Кавказу, а прізвище (турецькою «памук» — бавовна) отримала за незвично білу шкіру. В заможній родині Памуків чоловіки належали до технічної інтелігенції: батько Орхана був першим виконавчим директором турецького відділення IBM, дід — інженером-залізничником.
|  | Моя сім'я завжди була орієнтована на Захід. Це була типова республіканська сім'я з типовими світськими цінностями: лібералізм, секуляризм, інтерес до чужих культур. Тому і мене виховивали з «західним» ухилом. І як «прозахідний» турок я всіляко вітаю турецьку «світськість». |

Орхан з юних років цікавився західною літературою, мистецтвом живописом і мріяв стати художником. Навчався у американському коледжі Robert College, що знаходився у Стамбулі. Після закінчення коледжу вступив до технічного університету Стамбула, вивчав архітектуру (батьки хотіли, щоб він став інженером-будівельником). Через три роки кидає університет, щоб стати професійним письменником.

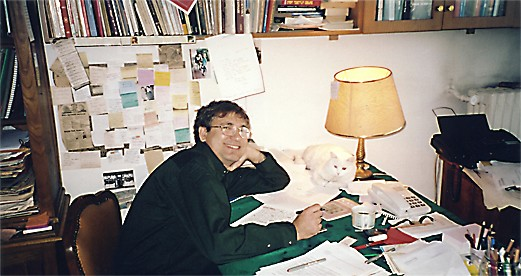
Орхан Памук та його кіт в домі пиcьменника

У 1977 році Памук закінчив факультет журналістики Стамбульського університету. У 1985–1988 роках жив у США, працював в Колумбійському університеті (Нью-Йорк), але потім повернувся до Туреччини. Із 1982 по 2001 був одружений з Айлін Тюреґюн, має доньку Рюя 1991 року народження (її ім'я в перекладі з турецької — Мрія). Дружина Памука (її батьки вихідці із Криму) захищала дисертацію в Колумбійському університеті (Нью-Йорк); цей університет виділив стипендію і для Орхана Памука.
12 жовтня 2006 року Орхану Памуку було присуджено Нобелівську премію з літератури з формулюванням: автору, «який у пошуках меланхолійної душі рідного міста знайшов нові символи для зіткнення і переплетіння культур».
Того ж року, після висунутих проти нього кримінальних звинувачень за досить відверті висловлювлювання щодо геноциду вірмен і курдів Памук повертається до США, де знову на посаді позаштатного професора Колумбійського університету викладає порівняльну літературу.
Деякий час Орхам Памук разом з індійською письменницею Кіран Десаї (англ. Kiran Desai) жив у Гоа. За словами самого письменника, Десаї з'явилася в його житті, коли він працював над своїм романом «Музей невинності». До речі, вона брала активну участь в роботі над англійським перекладом роману.
6 квітня 2022 року одружився з Асли Ак'яваш, в якою до цього перебуав у стосунках понад 10 років

## Нагороди, титули, премії Орхана Памука

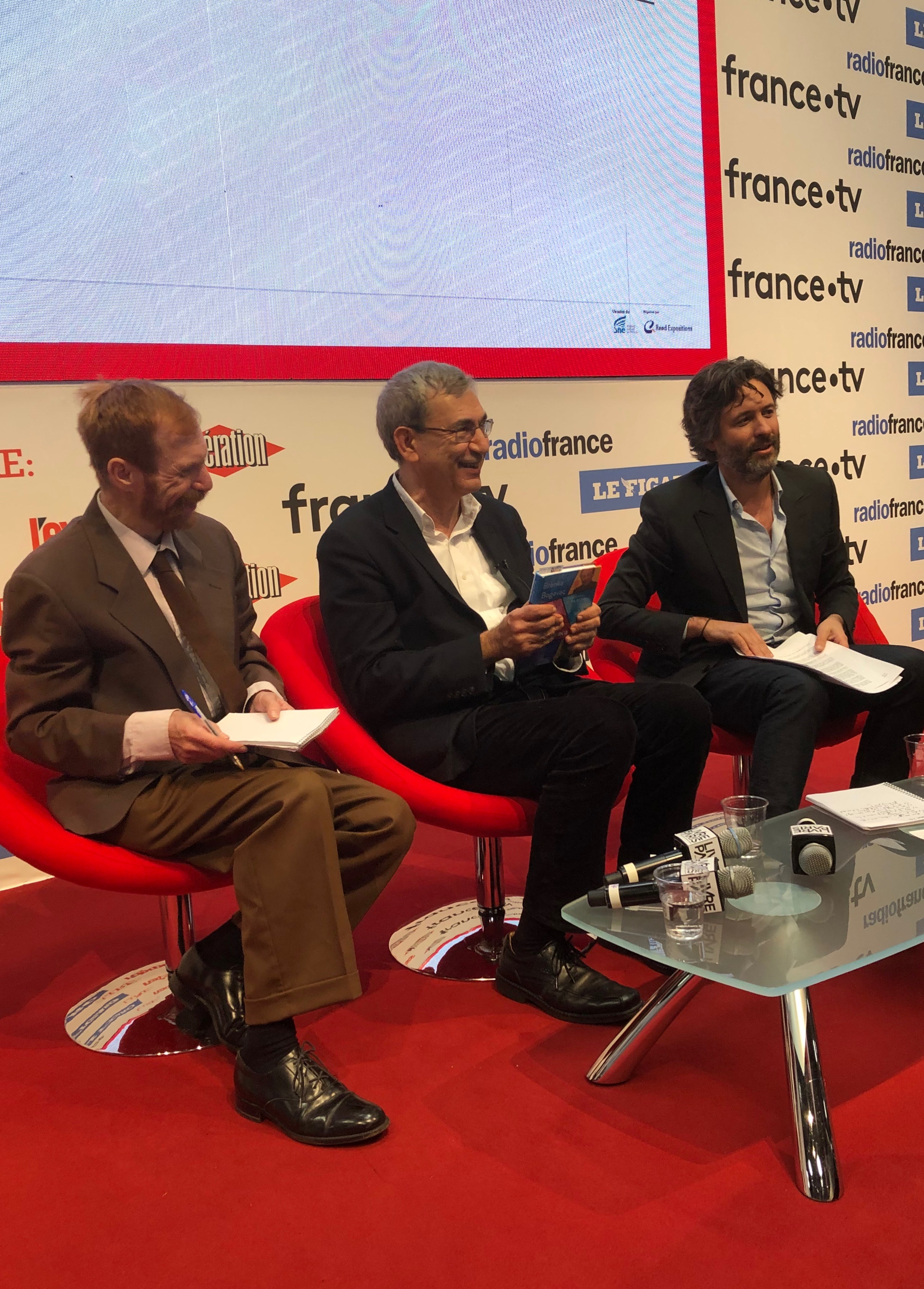
Памук на Паризькому книжковому ярмарку у березні 2019 року.

У 2005 році Памук був нагороджений премією Річарда Гука, яку присуджують з 1978 року щотрироки особам, які «самостійно думають і сміливо вступають в дію».
На Франкфуртському книжковому ярмарку в 2005 році Орхан Памук отримав Премію миру Німецької книготоргівлі, якою відзначені і його літературні досягнення і суспільна діяльність.
12 жовтня 2006 року Нобелівський комітет оприлюднив інформацію про присудження Нобелівської премії Орхану Памуку. Вручення премії та чеку на суму мільйон чотириста тисяч американських доларів, відбулось 10 грудня 2006 року (в день народження Альфреда Нобеля). Турецький письменник отримав Нобелівську премію з літератури, і став другою наймолодшою людиною, яка здобула нагороду за всю історію.
У 2006 році журнал TIME заніс Орхана Памука до списку 100 найвпливовіших людей світу.
26 жовтня 2012 року Памук нагороджений Sonning prize, найбільшою премією в галузі культури в Данії, яка вручається за внесок у європейську культуру. Письменник отримав грошову винагороду у розмірі мільйона данських крон (134 тисячі євро).
29 жовтня 2012 року турецький письменник став офіцером ордену Почесного легіону. Нагороду він отримав із рук міністра культури Франції.
У 2014 році О. Памук отримав європейську премію, яка «визнає винятковий внесок у зв'язок з культурною спадщиною та європейськими ідеалами».
У 2016 році письменник здобув літературну премію ЯСНА ПОЛЯНА (з музею та маєтку Льва Толстого) за категорією «Зарубіжна література» за роман «Химерність моїх думок».

## Творчість
Орхан Памук — володар найвищих світових премій, протягом років залишається авангардним письменником, а його проза відрізняється свободою стиля. Твори турецького письменника вийшли мільйонними тиражами в усьому світі, та перекладені на 63 мови (включаючи малайську, грузинську, чеську, данську, японську, каталонську), його п'ять книг входять до переліку ста бестселерів у США..
Основні теми у творчості автора — співіснування Сходу і Заходу, конфлікт в сучасній Туреччині між ісламом і християнством, між минулим і майбутнім; проблеми пошуку самоідентифікації цілого народу і особистості.
Майже у всіх його книгах основні події відбуваються у Стамбулі.
У всій творчості автора простежуються зв'язки з давниною (чи це сім'я, чи місто, чи країна).
Сімейний роман — сага «Джевдет-бей і його сини» (1982 р.) — перший великий твір Орхана Памука, був надрукований через 7 років після написання. Ця сімейна сага у стилі Томаса Манна, з рисою історико-філософського мислення, стала кроком до світової слави автора.
Романи «Мовчазний дім» (1984 р.) та «Біла фортеця» (1985 р.), для турецького письменника, стали виходом його творчості на європейські простори. «New York Times» тоді писала: «Нова зірка зійшла на сході — турецький письменник Орхан Памук».
Найвідоміший роман Памука «Чорна книга» був опублікований у 1990 році й одразу став бестселером (перекладений 10 мовами світу). Більша частина роману була написана далеко від дому, за океаном (у Нью-Йорку) і це додало чіткості опису Стамбула, який завдяки цьому постав зі сторінок книги як повноцінний герой твору зі своїм обличчям, своєю історією і таємницею.
Книга «Нове життя» у Туреччині була видана в 1994 році й стала однією з найпопулярніших книг у турецькій літературі.
Роман Памука «Мене називають Червоний» (1998 р.) — про минуле й теперішнє, Захід і Схід, секуляризм та ісламізм.
«Інші кольори» — збірник статей про культуру та літературу, написані автором для різних турецьких та закордонних періодичних видань.
«Сніг» (2002 р.), як зізнається Памук, його єдиний політичний роман. «Відштовхнувшись» від роману А. Камю «Чума», автор також пише про місто, відрізане від світу величезним снігопадом, історію насильства і напруженості між політичними ісламістами, солдатами та курдськими націоналістами. За сюжетом, поет залишає Німеччину, щоб розслідувати серію самогубств, які охопили місто: молоді дівчата покінчили з життям, коли їх змушували зняти мусульманські хустки.
У книзі «Стамбул: спогади та місто» особисті спогади про дитинство та юність самого автора, переплітаються з думками над турецьким, візантійським та римським минулим міста. Книга ілюстрована фотографіями із власного альбому Орхана, та картинами західних художників.
У 2008 році вийшов роман Орхана Памука «Музей невинності» про захоплення чоловіка молодою жінкою та його спробу побудувати музей, що вміщує об'єкти, пов'язані з його коханням.
28 квітня 2012 році у Стамбулі Памук відкрив Музей невинності. У тому ж році був виданий каталог музею «Невинність об'єктів».
Роман Орхана Памука «Рудоволоса жінка» (2016) — історія землероба та його учня, що шукає воду на безплідній землі. У романі зображенні ідеї про батьків і синів, авторитаризм та індивідуальність, державу та свободу, читання та бачення. Це реалістичний текст, що розслідує вбивство, яке відбулося тридцять років тому поблизу Стамбула, і вигадане дослідження літературних основ цивілізацій, порівнюючи два основні міфи про Захід та Схід. Протягом всього часу проходить демонічний голос однойменної рудоволосої жінки.
Поки що останній роман нобелівського лауреата називається «Чумні ночі», який побачив світ у 2021 році в розпал пандемії коронавірусу. Одна з глав ще не закінченого твору була опублікована в літературному журналі у 2020 році. Орхан Памук заявляв, що працював над романом більше 5 років і свого часу обіцяв публікацію у 2017 році. Памук планував удосконалювати роман і далі, не поспішаючи з публікацією, але в 2020 видавці почали підганяти автора через співзвучність канви роману з подіями у світі.
Виходу роману передувала тривала маркетингова кампанія. Охран Памук на YouTube-каналі видавництва опублікував вісім відео, в яких розказував про історичне тло подій, героїв роману — як справжніх, так і вигаданих, процес його написання і малювання — автор створював низку супровідних малюнків під час творчого процесу. Оригінальну турецьку обкладинку роману також прикрашає малюнок автора, на якому він зобразив панораму місця подій — вигаданого острова Мінґер.
Події роману відбуваються на тлі епідемії чуми в період занепаду Османської імперії під час правління султана Абдул-Гаміда II. Роман має як політичну і соціальну, так і детективну і любовну лінії. Серед головних персонажів твору є молодий лікар Нурі, донька султана Мурада V Пакізе-султан, молодий офіцер Кяміль і його кохана Зейнеп.
Цього разу Памукові знову не вдалося уникнути політичного скандалу. Читачі вгледіли в ́образі Кяміля алюзію на засновника Турецької республіки Мустафи Кемаля Ататюрка і засудили Памука, назвавши його зображення в романі «нешанобливим і принизливим». Скандал набрав таких обертів, що Памукові довелося робити публічну заяву, в якій він заперечив будь-яку «нешанобливість». Публічна заява ситуації не змінила і проти автора відкрили провадження за звинуваченням у «зневазі до Ататюрка і славного турецького прапора». Спершу відповідний позов був відхилений, але потім розгляд було поновлено в прокуратурі.

## Твори Орхана Памука відзначені преміями
Перший роман «Пан Джевдет і його сини»(1982 р.) здобув премію провідної турецької газети «Міллієт», та відзначений літературним призом Орхана Кемаля.
Роман «Біла фортеця» (1985 р.) — перший роман, опублікований за межами Туреччини, зробив Памука відомим у всьому світі. За цей твір британська газета «The Independent» в 1990 році нагородила його премією.
Роман «Мене називають Червоним»(1988 р.), перекладений 24 мовами, в 2001 р. здобув премію у Франції як найкращий іноземний роман, а у 2003 році, переклад книги англійською мовою, був відзначений Дублінською літературною премією — The IMPAC Dublin Literary Awards.
Роман «Сніг» (2002 р.), який перекладений 40 мовами світу, New YourK Times Book Reviev назвав кращою книгою 2004 року. Компетентне журі на книжковому ярмарку в Парижі в 2006 році присудило роману «Сніг» премію «Кращий роман Середземномор'я».
У 1999 р. британською газетою Observer Орхан Памук був зачислений у список «21 найкращий письменник XXI ст.».
Французький переклад роману «Чорна книга» отримав приз — Кубок Франції.

## Бібліографія

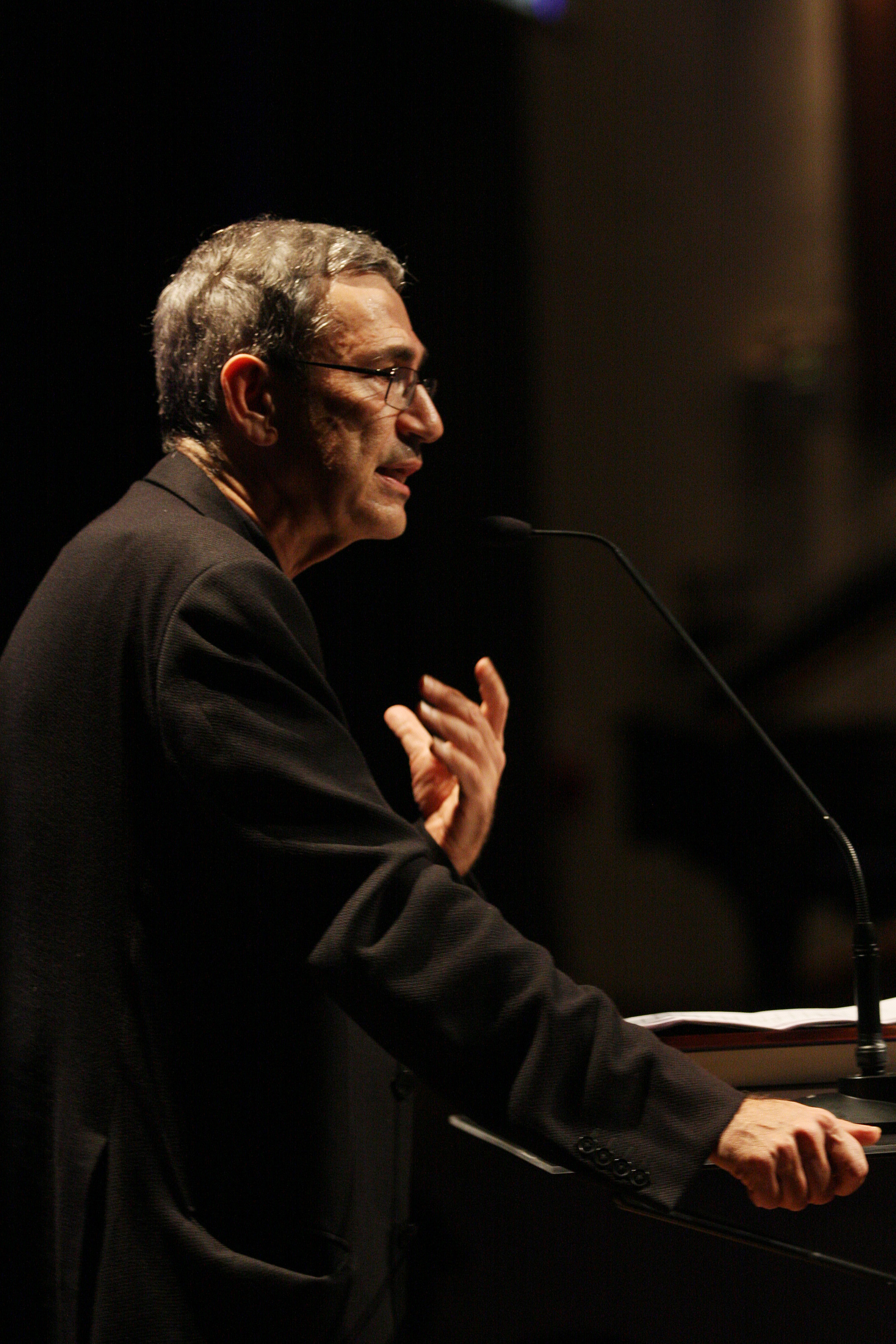
Памук регулярно бере участь у міжнародних літературних заходах. На фото знято його виступ під час перебування на `` Fronteiras do Pensamento, в 2011 році (Бразилія).

### Українські переклади
| Твір                      | Перекладач                             | Видавництво | Дата виходу перекладу | ISBN                   |
| ------------------------- | -------------------------------------- | ----------- | --------------------- | ---------------------- |
| Сніг                      | Олесь Кульчинський                     | Фоліо       | 2006                  | ISBN 966-03-3681-0     |
| Мене називають Червоний   | Олесь Кульчинський                     | Фоліо       | 2007                  | ISBN 978-966-03-3851-7 |
| Біла фортеця              | Ганна Рог                              | Фоліо       | 2011                  | ISBN 978-966-03-5044-1 |
| Стамбул. Спогади та місто | Юрій Григоренко Переклад з англійської | Фоліо       | 2011                  | ISBN 978-966-03-5738-9 |
| Чорна книга               | Олесь Кульчинський                     | Фоліо       | 2012                  | ISBN 978-966-03-5920-8 |
| Музей невинності          | Олесь Кульчинський, Ганна Рог          | Фоліо       | 2012                  | ISBN 978-966-03-4708-3 |
| Мовчазний дім             | Тетяна Філоненко                       | Фоліо       | 2015                  | ISBN 978-966-03-7253-5 |
| Химерність моїх думок     | Наталія Третякова                      | Фоліо       | 2017                  | ISBN 978-966-03-7623-6 |
| Рудоволоса жінка          | Олесь Кульчинський                     | Фоліо       | 2020                  | ISBN 978-966-03-9262-5 |
| Чумні ночі                | Наталя Талалай                         | Фоліо       | 2023                  | ISBN 978-617-551-273-9 |
| Нове життя                | Олесь Кульчинський                     | Фоліо       | 2024                  | ISBN 978-617-551-366-8 |

## Публіцистика
- Фрагменти ландшафту: життя, вулиця, література / тур. Manzaradan Parçalar: Hayat, Sokaklar, Edebiyat (2010)-збірка статей
- Наївний і сентиментальний романіст/ тур. Saf ve Düşünceli Romancı (2011)

## Екранізації
За сценарієм Орхана Памука зняті фільми:
- Химерність моїх думок /тур. Kafamdi Bir Tuhaflık- 1991 рік. Сценарій фільму був написаний Памуком на основі тристорінкової історії у «Чорній книзі».
- тур. Mandarin — 2008 рік
- Кузей Ґюней серіал /тур. Kuzey Güney — 2011 рік
Спершу автори серіалу хотіли екранізувати роман Орхана Памука «Джевдет-бей і його сини», але Нобелівському лавреатові сценарій не сподобався[16], тому від екранізації довелося відмовитися, концепція серіалу була змінена.
- Netflix зніматиме серіал за романом «Музей невинності». Планується повноцінна екранізація, всі зміни до сценарію затверджуватиме сам Орхан Памук. Роль Кемаля виконуватиме Селяхаттін Пашали[en], на роль Фюсун затвердили Ейлюль Лізе Кандемір, а наречену Кемаля Сібель зіграє Оя Унустаси[en][17].